# Gallotia goliath
Gallotia goliath és una espècie de llangardaix gegant (actualment extint), que va habitar a l'illa de Tenerife (Canàries, Espanya).
Se sap que aquest rèptil va habitar des d'abans de l'arribada de l'home. Va ser descrit per l'alemany Robert Mertens el 1942. Es creu que feia fins a un metre de llarg. L'espècie Gallotia goliath era el rèptil més gran dels trobats a les Illes Canàries, arribant a aconseguir una mida lleugerament inferior a un Drac de Komodo.
S'han trobat restes fòssils d'aquest animal, en coves volcàniques de Tenerife, on solen aparèixer en jaciments amb altres llangardaixos gegants extints i fins i tot mamífers igualment extints. Va habitar l'illa de Tenerife des de l'Holocè fins al segle xv de la nostra era.

## Classificació

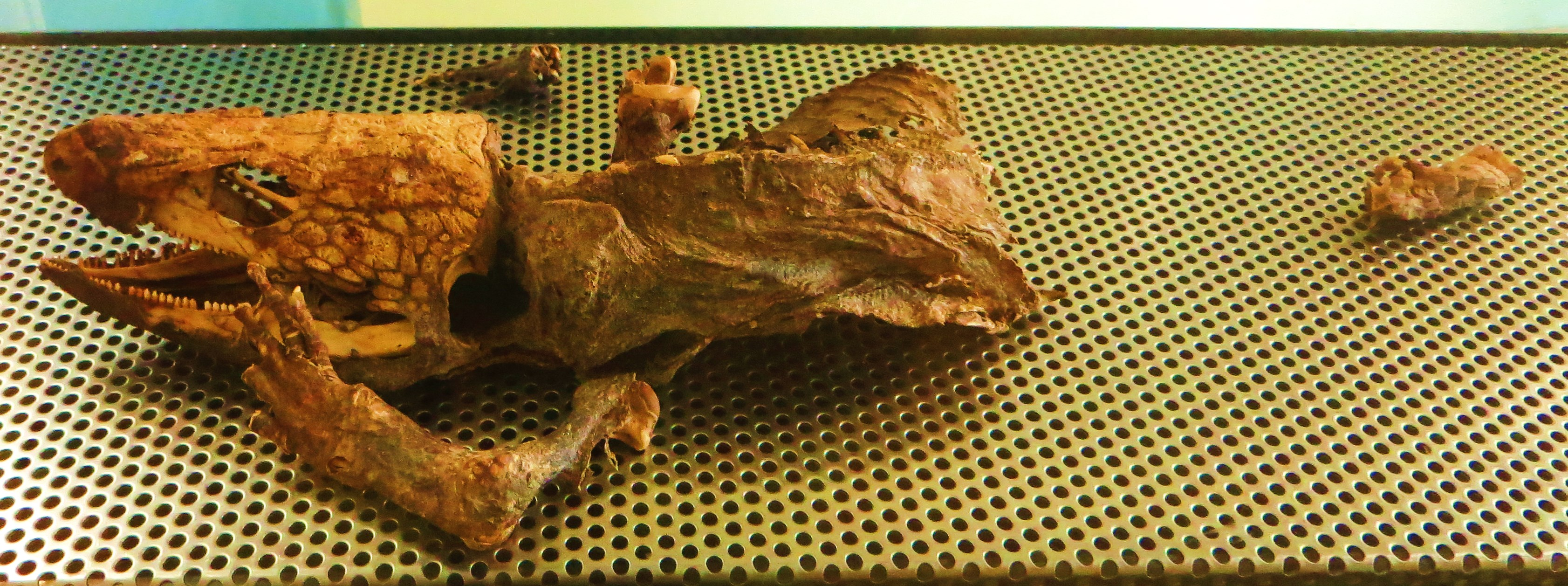
Espècimen momificat al Museu de la Naturalesa i l'Home de Santa Cruz de Tenerife.

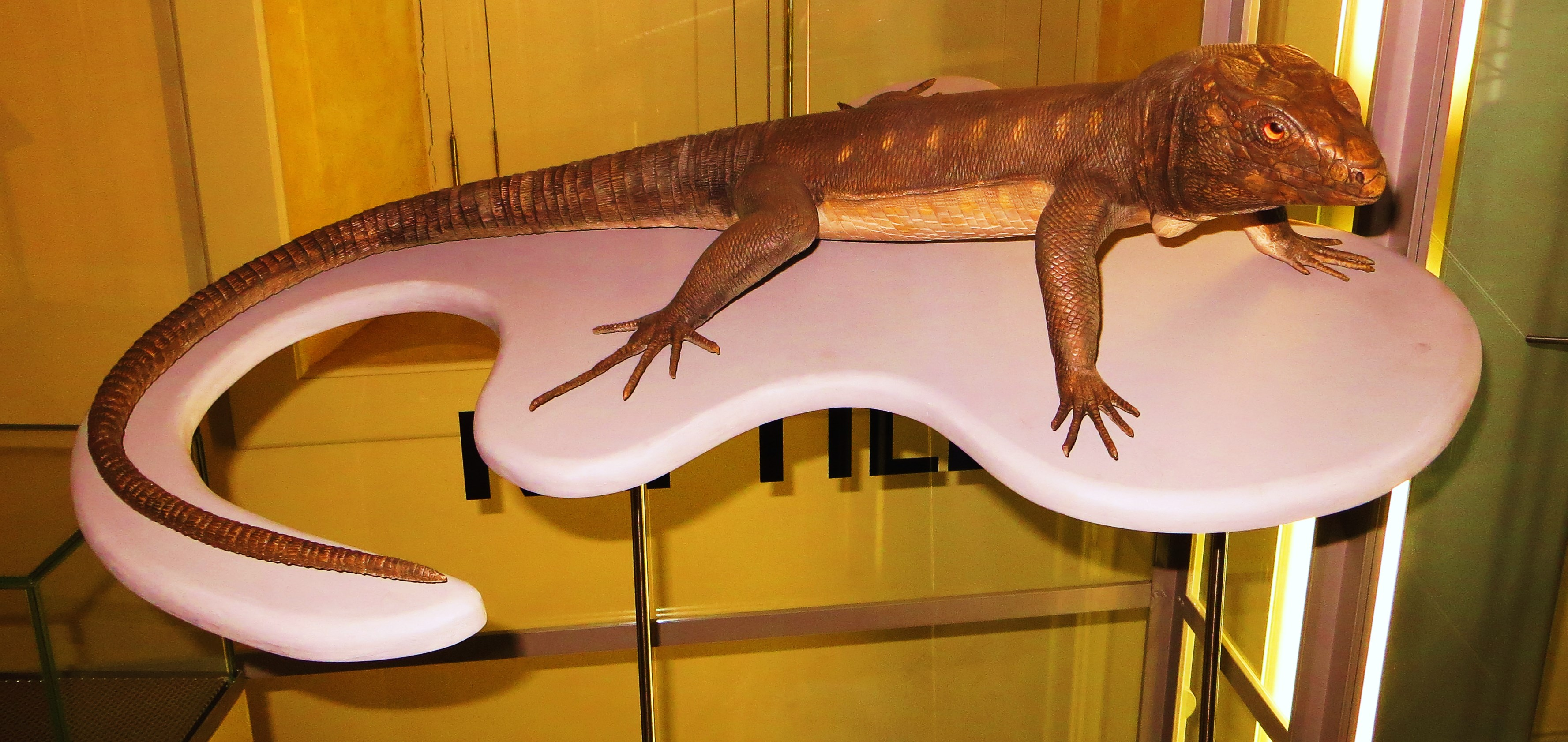
Model al Museu de la Naturalesa i l'Home.

Les restes prehistòriques de  Gallotia  han estat tradicionalment assignats als tàxons G. maxima i G. goliath, sent el primer suposadament endèmic de Tenerife, mentre que l'altre tindria una distribució en diverses altres illes. Tanmateix, posteriorment s'ha demostrat que G. maxima és un sinònim menor de G. goliath, i aquest últim estava properament relacionat a G. simonyi; els supòsits espècimens de G. goliath de les illes El Hierro, La Gomera, i La Palma (de les Cuevas de los Murciélagos) són probablement només individus extremadament grans de les espècies G. simonyi, G. bravoana i G. auaritae, respectivament (Barahona  et al.  2000). Basant-se en anàlisi de seqüències d'ADN de restes momificades,  G. goliath  és una espècie vàlida que probablement estaria restringida a Tenerife, i podria haver estat més emparentat amb G. intermedia que amb G. simonyi (Maca-Meyer et al. 2003).

## Característiques

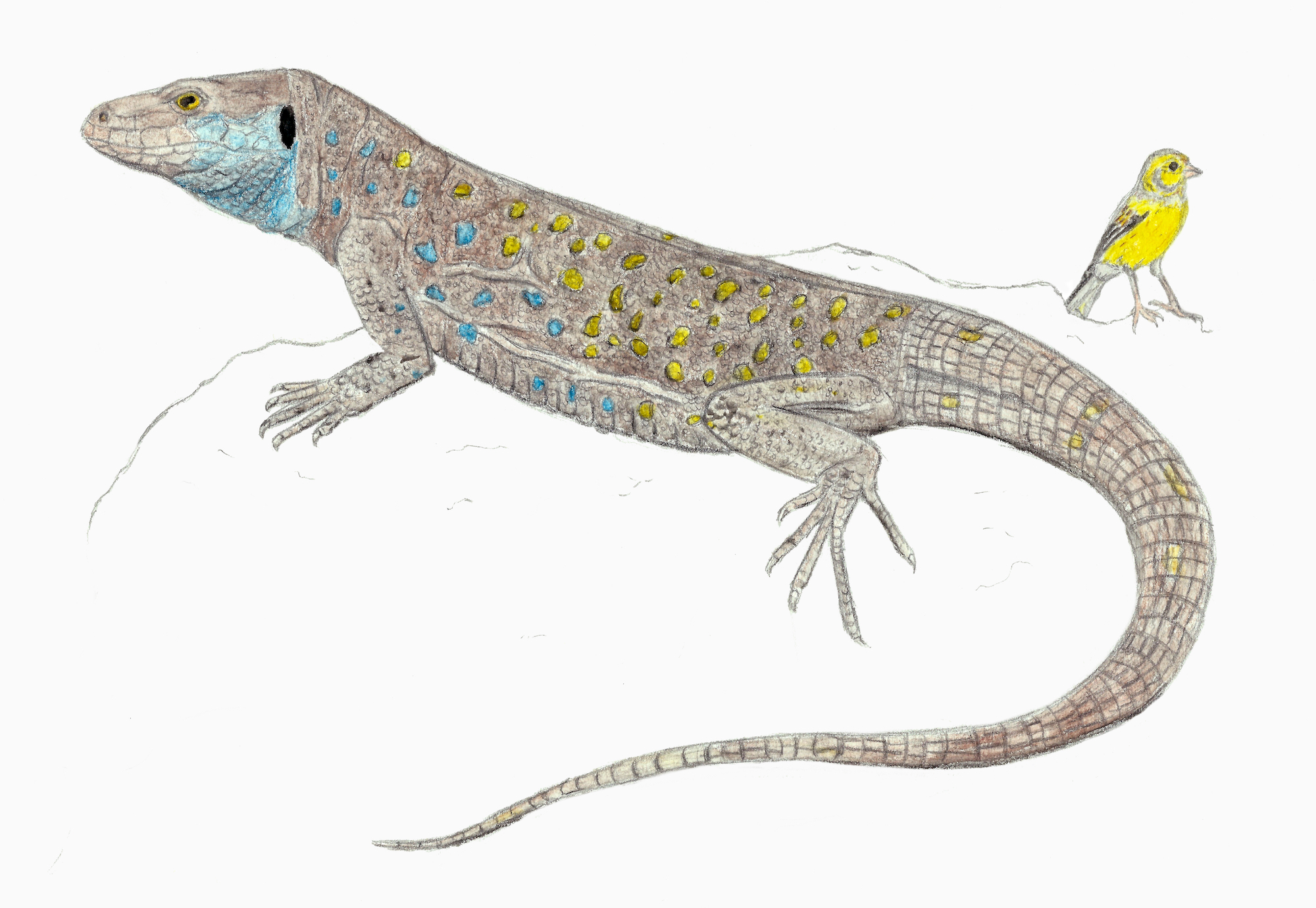
Reconstrucció en vida, basada en material conegut i altres espècies del gènere Gallotia. Un canari (Serinus canaria) es mostra com a referència de mida.

L'espècie Gallotia Goliath era el rèptil més gran dels trobats a les Illes Canàries, ja que assolia una longitud de 120 a 125 centímetres, encara que no es descarta que poguessin haver espècimens encara més grans causa de la troballa el 1952 d'un crani de 13,5 cm. Aquests llangardaixos gegants van habitar les zones baixes costaneres i les mitjanies de l'illa
L'espècie Gallotia goliath era el rèptil més gran dels trobats a les Illes Canàries, ja que assolia una longitud de 120 a 125 centímetres, encara que no es descarta que poguessin haver espècimens encara més grans causa de la troballa el 1952 d'un crani de 13,5 cm. Aquests llangardaixos gegants van habitar les zones baixes costaneres i les mitjanes de l'illa.

## Extinció
S'han trobat restes òssies d'aquesta espècie en diferents jaciments arqueològics amb marques que mostren que van ser consumits pels aborígens de l'illa (guanxes). Existeix documentació escrita sobre la seva existència al segle xv, de manera que la seva extinció va haver de tenir lloc en els anys posteriors a la conquesta de Canàries per part dels espanyols.
El 2024 es va donar a conèixer el descobriment d'un espècimen fòssil de 700.000 anys de dos llangardaixos gegants, els quals es creu que estaven junts en una formació dunar, i que la mort els va sobrevenir de manera accidental, ja que l'estructura òssia està gairebé intacta.